# Заворохино
Заворохино — деревня в Ишимском районе Тюменской области России. Входит в состав Боровского сельского поселения.

## История
До 1917 года входила в состав Боровской волости Ишимского уезда Тюменской губернии. По данным на 1926 год состояла из 58 хозяйств. В административном отношении входила в состав Боровского сельсовета Жиляковского района Ишимского округа Уральской области.

## Население
| 2010 |
| ---- |
| 148  |

По данным переписи 1926 года в деревне проживало 323 человека (156 мужчин и 167 женщин), в том числе: русские составляли 100 % населения.
Согласно результатам переписи 2002 года, в национальной структуре населения русские составляли 75 % из 144 чел.